# Eleonora van Anjou

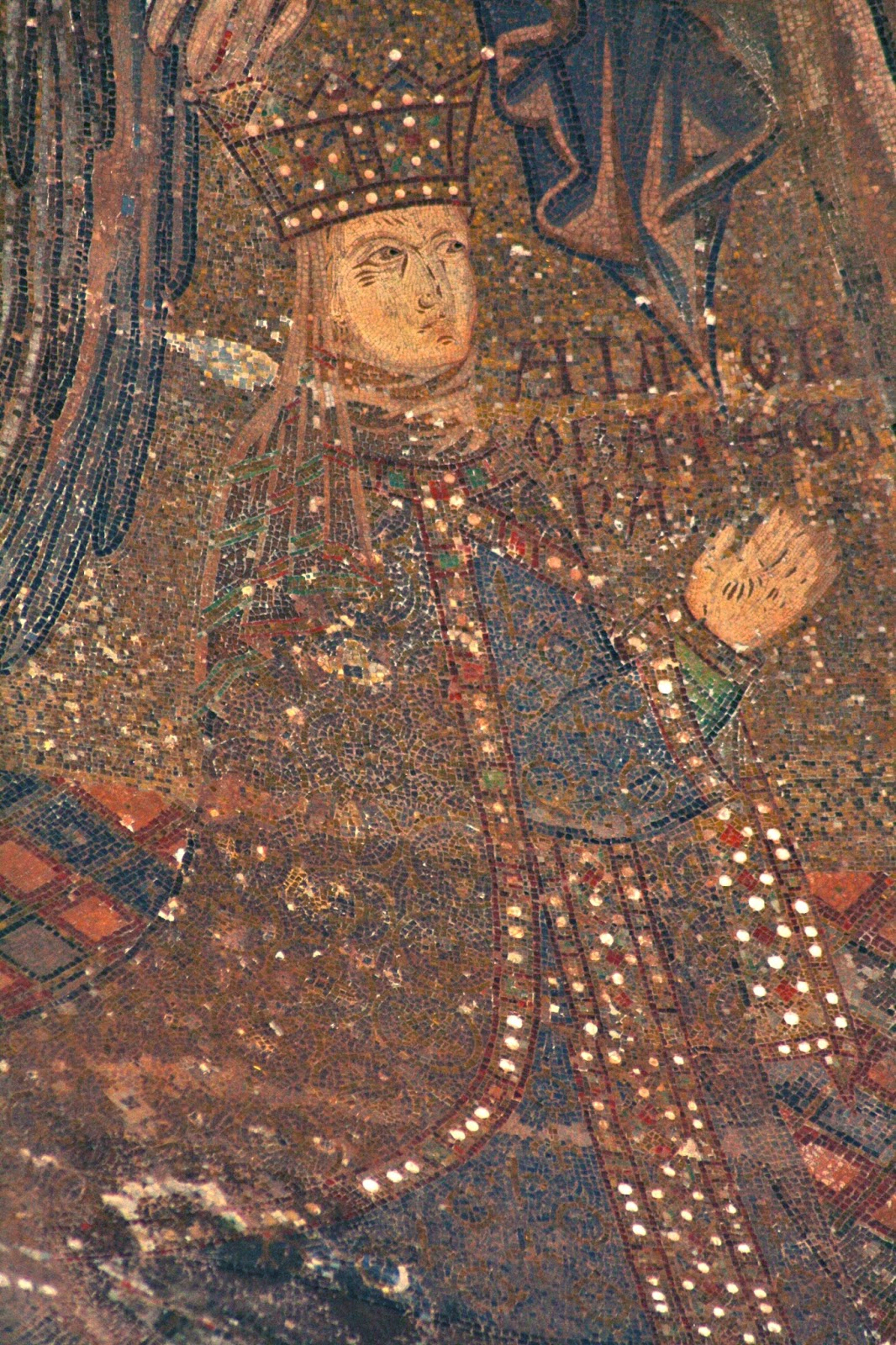
Eleonora van Anjou, koningin-gemalin van Sicilië.

Eleonora van Anjou (Napels, augustus 1289 — Nicolosi, 9 augustus 1341) was van 1302 tot 1337 koningin-gemalin van Sicilië. Ze behoorde tot Huis Anjou-Sicilië.

## Levensloop
Eleonora was de derde dochter van koning Karel II van Napels uit diens huwelijk met Maria van Hongarije, dochter van koning Stefanus V van Hongarije.
In 1299 huwde ze met haar eerste echtgenoot Filips II van Toucy, zoon van Narjot van Toucy, landdrost van het vorstendom Achaea, en gravin Lucia van Tripoli. Hun huwelijk werd reeds op 17 januari 1300 ontbonden door paus Bonifatius VIII wegens hun bloedverwantschap en omdat ze geen toestemming aan de paus hadden gevraagd om te trouwen.
Op 17 mei 1302 huwde Eleonora met koning Frederik II van Sicilië (1272-1337). Die had met haar vader oorlog gevoerd over hun invloed in de Middellandse Zee en dan vooral Sicilië en de Mezzogiorno en het huwelijk was deel van de diplomatieke inspanningen om een vredevolle relatie tussen Napels en Sicilië tot stand te brengen, hetgeen zou leiden tot de Vrede van Caltabellotta. Dit vredesverdrag verdeelde het oude koninkrijk Sicilië in een continentaal deel en een eilanddeel. Het eiland, het koninkrijk Trinacria, bleef in handen van Frederik en het continentale deel, in de Mezzogiorno, kwam in het bezit van het koninkrijk Napels. Door dit huwelijk werd Eleonora lid van het Koninklijk Huis Barcelona.
Eleonora, sinds 1337 weduwe, stierf in augustus 1341 in het klooster van San Nicolò in Nicolosi, Catanië en werd bijgezet in het Franciscanenklooster in deze stad.

## Nakomelingen
Eleonora en haar echtgenoot Frederik II kregen negen kinderen:
- Peter II (1304-1342), koning van Sicilië
- Rogier (1305), jong gestorven
- Manfred van Athene (1306-1317), hertog van Athene
- Constance (1307-1344), huwde eerst in 1317 met koning Hendrik II van Cyprus, daarna in 1331 met koning Leo IV van Armenië en ten slotte in 1343 met Johan van Lusignan-Antiochië
- Elisabeth (1310-1349), huwde in 1328 met hertog Stefanus II van Beieren
- Willem van Athene (1312-1338), hertog van Athene en hertog van Neopatria
- Jan van Athene (1317-1348), hertog van Athene en hertog van Neopatria, markies van Randazzo, regent van het koninkrijk Sicilië (1340-1348)
- Catharina (1320-1342) , kloosterzuster
- Margaretha (1331-1377), huwde in 1348 met paltsgraaf Rudolf II van Palts-Rijn